# Ullensaker
Gmina Ullensaker (norw. Ullensaker kommune) – norweska gmina leżąca w regionie Akershus. Jej siedzibą jest miasto Jessheim.
Ullensaker jest 303. norweską gminą pod względem powierzchni.

## Demografia
Według danych z roku 2005 gminę zamieszkuje 24 556 osób. Gęstość zaludnienia wynosi 97,59 os./km². Pod względem zaludnienia Ullensaker zajmuje 35. miejsce wśród norweskich gmin.
| ludność stan na 1 stycznia 2005 |         |           |        |
|                                 | kobiety | mężczyźni | razem  |
| osób                            | 12 188  | 12 368    | 24 556 |
| %                               | 49,63%  | 50,37%    | 100%   |

| wykształcenie stan na 1 października 2004 |        |         |        |        |
|                                           | podst. | średnie | wyższe | niezn. |
| osób                                      | 3546   | 11 198  | 3574   | 612    |
| %                                         | 18,73% | 59,15%  | 18,88% | 3,23%  |

## Edukacja
Według danych z 1 października 2004:
- liczba szkół podstawowych (norw. grunnskolar): 13
- liczba uczniów szkół podst.: 3297

## Władze gminy
Według danych na rok 2011 administratorem gminy (norw. rådmann) jest Arne Bruknapp, natomiast burmistrzem (norw. ordfører, d. borgermester) jest Harald Espelund.